# Stazione di Resiutta
Stazione di Resiutta 1995-ben bezárt vasútállomás Olaszországban, Resiutta településen.

## Vasútvonalak
Az állomást az alábbi vasútvonalak érintették:
- K.k. Staatsbahn Tarvis–Pontafel

## Kapcsolódó állomások
A vasútállomáshoz az alábbi állomások vannak a legközelebb:
- Stazione di Chiusaforte
- Moggio railway station